# 普特卡科查山 (安達馬爾卡區)
11°44′27″S 74°56′43″W / 11.74083°S 74.94528°W
普特卡科查山（Putkaqucha），是秘魯的山峰，位於該國中部胡寧大區，由康塞普西翁省的安達馬爾卡區負責管轄，屬於安地斯山脈的一部分，海拔高度4,800米。